# Tiergarten Schönbrunn
Vườn thú Schönbrunn (tiếng Đức Tiergarten Schönbrunn) hay "Vườn thú Viên" là một vườn bách thú nằm trong khuôn viên của Dinh Schönbrunn tại thủ đô Viên của Áo. Được thành lập năm 1752 để làm một vườn thú cho hoàng gia, hiện nay nó là vườn thú lâu đời nhất trên thế giới còn hoạt động.
Ngày nay, Vườn thú Schönbrunn được coi như một vườn thú được quản lý một cách khoa học, với mục đích chính là một trung tâm bảo tồn sinh học và bảo tồn thiên nhiên nói chung, cũng như phục vụ nhiệm vụ giáo dục được pháp luật quy định. Các tòa nhà được bảo tồn từ thời kỳ Baroque, được bổ sung các yếu tố của kiến trúc vườn thú hiện đại trong những năm gần đây, vẫn truyền tải ấn tượng tốt về các tòa nhà kiến trúc thế kỷ 18 dựa trên mô hình Versailles.

## Lịch sử

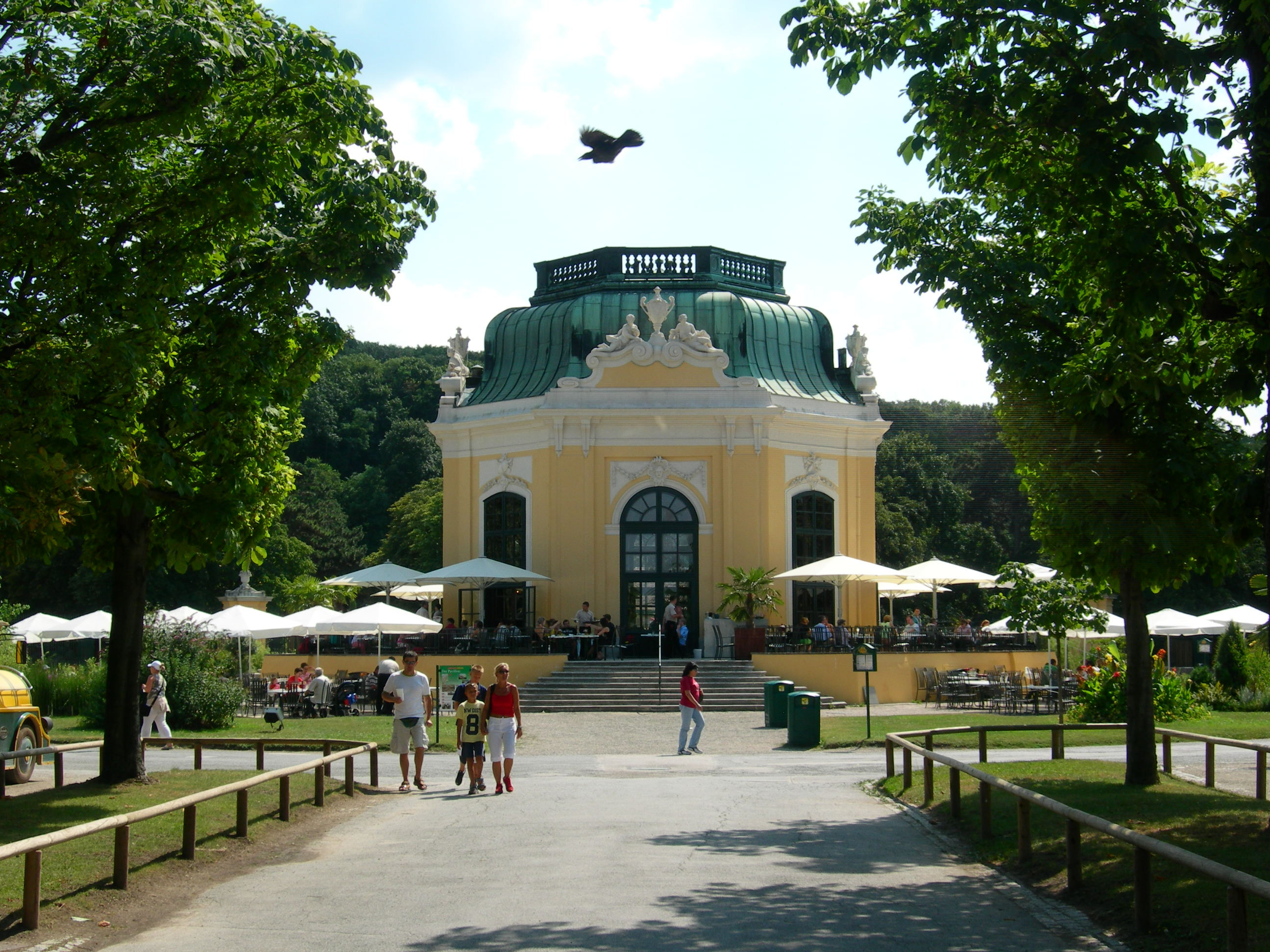
Pavilion ăn sáng của hoàng gia, giờ là một nhà hàng và quán cà phê

Được Adrian van Stekhoven xây dựng năm 1752, nằm kế bên Dinh Schönbrunn, theo lệnh của Hoàng đế La Mã Thần thánh thời điểm đó là Franz I, chồng của Maria Theresia, với chức năng là vườn thú hoàng gia. Đến ngày nay nó là vườn thú lâu đời nhất trên thế giới còn hoạt động. Nó nằm bao quanh một pavilion là phòng ăn sáng hoàng gia. Do vậy, mười ba chuồng nhốt thú theo hình nan quạt được dựng lên quanh pavilion trung tâm này.
Các pavilion trung tâm và vườn thú được Jean Nicolas Jadot de Ville-Issey thiết kế. Một vườn thú nhỏ đã từng tồn tại trên khu đất này từ năm 1540, nhưng sau khi xây dựng, tận đến năm 1779 mới mở cửa cho công chúng vào tham quan. Ban đầu việc tham quan là miễn phí.
Hoàng đế La Mã Thần thánh Joseph II đã tổ chức những chuyến thám hiểm ở châu Phi và châu Mỹ để kiếm thêm những cá thể cho vườn thú. Sự xuất hiện của con hươu cao cổ đầu tiên vào năm 1828 đã ảnh hưởng tới thời trang và cuộc sống của thành phố Viên. Nó ảnh hướng đến những thiết kế quần áo, đồ phụ kiện và các đồ vật khác. Adolf Bäuerle đã trình diễn một vở kịch có tên Giraffen in Wien (tiếng Đức: Những con hươu cao cổ ở Viên).
Tại thời điểm xảy ra Chiến tranh thế giới thứ nhất, vườn thú có 712 loài với 3500 cá thể. Vì sự thiếu thốn lương thực trong chiến tranh nên số cá thể nhanh chóng sụt giảm xuống còn 900. Sau khi Đế quốc Áo-Hung tan rã sau chiến tranh, vườn thú nằm dưới quyền quản lý của Cộng hòa Áo.
Hai trận ném bom vào ngày 19 và 21 tháng 2 năm 1945 trong Chiến tranh thế giới thứ hai đã ảnh hưởng nghiêm trọng đến vườn thú. Nhiều công trình bị phá hủy và nhiều cá thể bị chết, làm giảm số lượng cá thể xuống còn 400. Giám đốc mới của vườn thú sau chiến tranh là tiến sĩ Julius Brachetka đã nỗ lực khôi phục lại vườn thú.

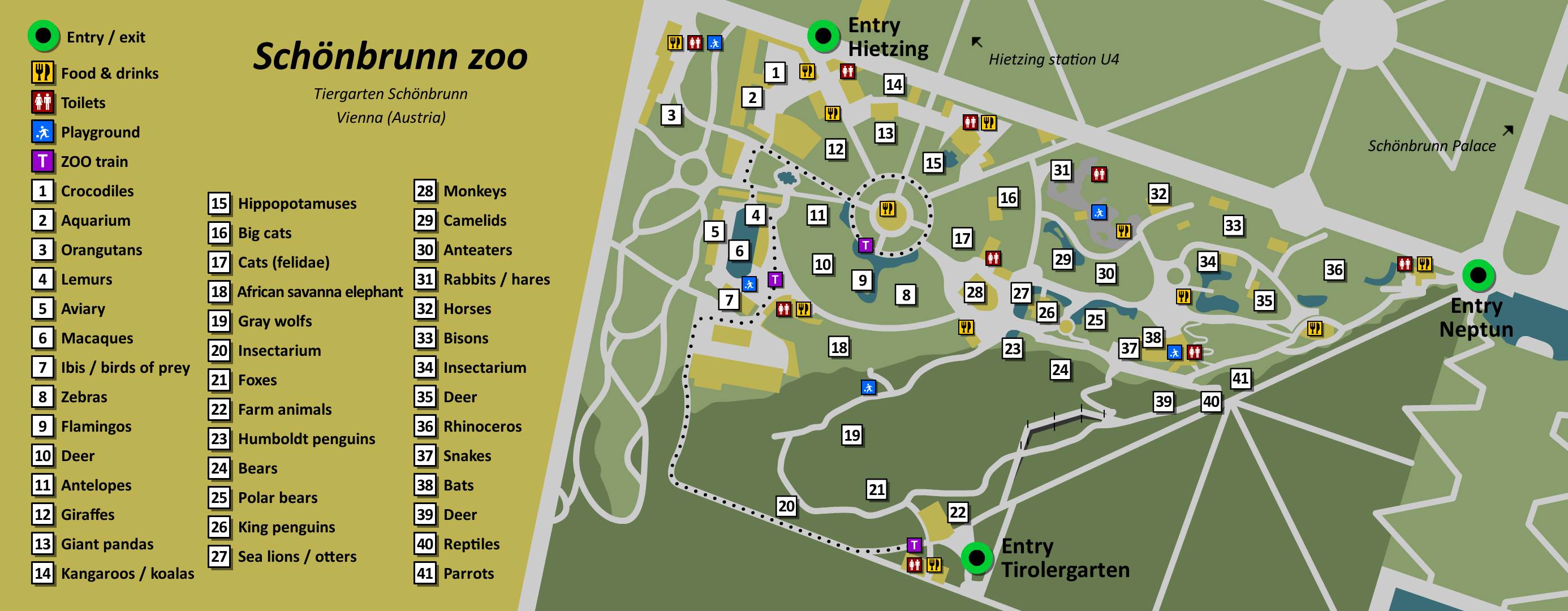
Bản đồ vườn thú.

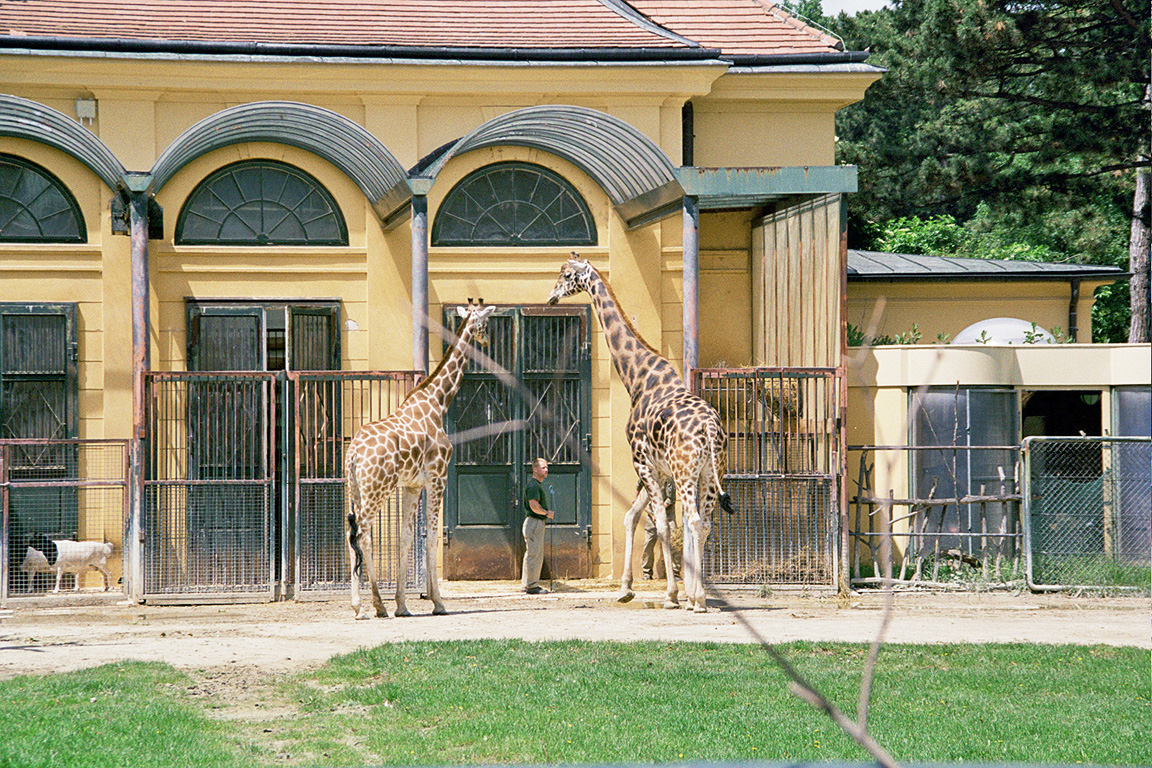
Hưu cao cổ ở vườn thú Schönbrunn

Vườn thú từng đối mặt với khủng hoảng tài chính trong thập niên 1980, nhưng việc tư nhân hóa vườn thú năm 1992 đã giúp cho nó không bị đóng cửa. Tiến sĩ Helmut Pechlaner được bổ nhiệm làm giám đốc vườn thú. Sau khi Pechlaner nghỉ hưu vào 1 tháng 1 năm 2007, người phó của ông là tiến sĩ Dagmar Schratter lên thay vị trí. Bà đang là giám đốc ở thời điểm hiện tại (đầu năm 2019).
Pechlaner có thể trùng tu và mở rộng nhiều chuồng thú nhờ vào các nhà tài trợ và tăng giá đáng kể vé vào cửa. Trong thời gian ông làm giám đốc, vườn thú được mở rộng thêm những công trình mới, bao gồm including the rainforest house, the desert house, and the "Tyrolean farmhouse". A number of rare and exotic specimens, such as giant pandas và koala, were attracted to the zoo and contributed to its upswing in popularity.

## Mô tả

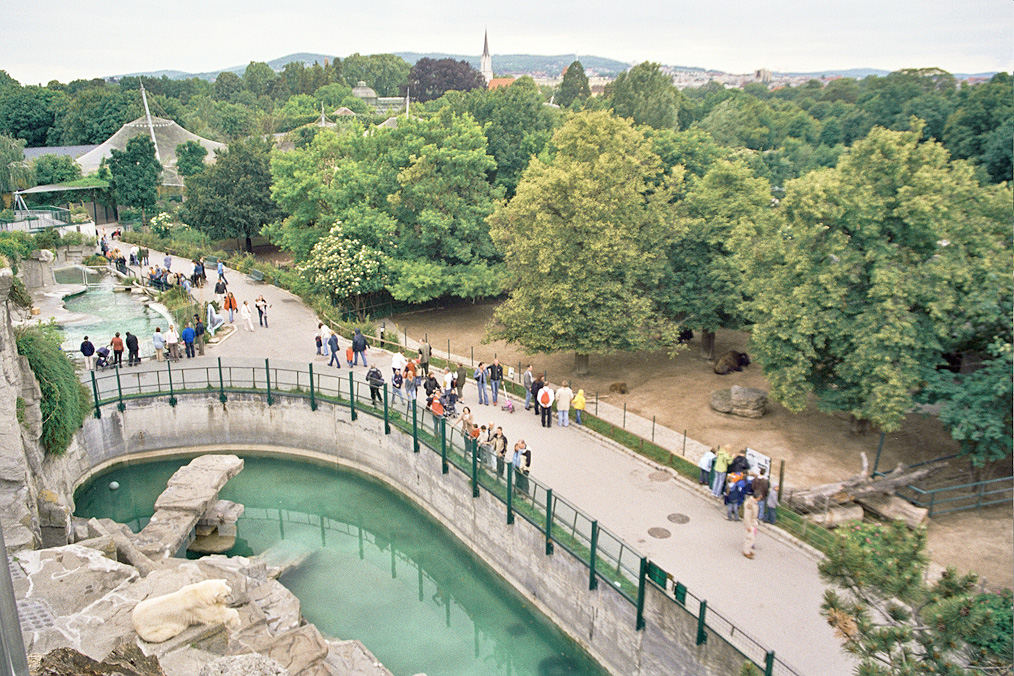
Vườn thú nhìn từ trên cao

Tiergarten Schönbrunn là một trong số ít vườn thú trên thế giới sở hữu gấu trúc lớn.  Những con gấu trúc của vườn thú có tên Yang Yang (cái), Long Hui, Fu Long và Fu Hu (ba con đực).  Fu Long sinh ngày 23 tháng 8 năm 2007 và là con gấu trúc lớn đầu tiên được sinh ra bằng việc thụ tinh tự nhiên trong điều kiện nuôi nhốt ở châu Âu.  Fu Hu được sinh ra vào 3 năm sau và cũng bằng việc giao phối tự nhiên. Một con gấu con khác là Fu Bao (福豹) được sinh ra gần 3 năm sau, ngày 14 tháng 8 năm 2013 bằng việc giao phối tự nhiên. Ngày 07 tháng 08 năm 2016, vườn thú chào mừng một cặp gấu trúc song sinh tên là Fu Feng và Fu Ban ra đời.
Các địa điểm thu hút khách du lịch khác gồm có một khu nhà rừng nhiệt đới (trong khu nhà này du khách được dẫn đường đi theo mô phỏng của rừng nhiệt đới Amazon), một thủy cung (khách có thể đi ngang qua thủy cung này như đang đi dưới rừng Amazon đang ngập lụt) và một khu triển lãm động vật trong môi trường nhân tạo. Một khu nhà với các động vật của vùng Bắc Cực được mở vào đầu năm 2004.
Vào 14 tháng 7 năm 1906, vườn thú đón chào sự ra đời của con voi đầu tiên trong điều kiện nuôi nhốt.

## Trên các phương tiện truyền thông
Một số tai nạn chết người đã gây ảnh hưởng đến uy tín vườn thú. Năm 2002, một con báo đốm đã tấn công người chăm thú khi đang được cho ăn, giết chết cô này ngay trước mắt các khách tham quan. 